# Frank Murphy
Frank Murphy (East Side, Chicago, 21 de septiembre de 1889-Urbana, 11 de junio de 1980) fue un atleta estadounidense, especialista en la prueba de salto con pértiga en la que llegó a ser medallista de bronce olímpico en 1912.

## Carrera deportiva
En los JJ. OO. de Estocolmo 1912 ganó la medalla de bronce en el salto con pértiga, saltando por encima de 3.80 metros, siendo superado por los también estadounidenses Harry Babcock (oro con 3.95 m), Marcus Wright y Frank Nelson ambos con la plata con 3.85 metros, y empatado con el canadiense William Halpenny y el sueco Bertil Uggla.